# رودريغو غوميز (لاعب كرة قدم)
رودريغو غوميز هو لاعب كرة قدم برتغالي، ولد في 2003 في البرتغال.

## وصلات خارجية
- رودريغو غوميز على موقع الاتحاد الأوربي (الإنجليزية)
- رودريغو غوميز على موقع قاعدة بيانات كرة القدم.إي يو (الإنجليزية)
- رودريغو غوميز على موقع Soccerbase.com (لاعب) (الإنجليزية)
- رودريغو غوميز على موقع Soccerway.com (الإنجليزية)